# Образцов, Иван Васильевич
Иван Васильевич Образцов (20 января 1914 — 25 сентября 1943) — участник Великой Отечественной войны, герой Советского Союза.

## Биография
Родился 20 января 1914 года в селе Бакуры (ныне — Екатериновского района Саратовской области). Окончил пять классов средней школы, работал в колхозе, на военную службу поступил в 1936 году. Дослужился до старшины, был командиром взвода 838-го стрелкового полка 237-й стрелковой Пирятинской дивизии. Участвовал в Советско-финской войне.
Был мобилизован в ряды Красной Армии в первые дни Великой отечественной. С июля 1942 года сражался на Воронежском фронте. Участвовал в оборонительных боях под Лисками, Воронежско-Касторненской наступательной операции, Курской битве и освобождении Правобережной Украины.
Взвод Образцова одним из первых начал форсирование Днепра, переправившись на самодельных плотах под мощным огнём немцев. После тяжёлых боёв ему удалось завладеть высотой 185,7, которая господствовала над местностью. Немцы вели упорный артиллерийский огонь по высоте и множество раз атаковали её. Образцову с его бойцами приходилось удерживать высоту. Образцов убил 20 нацистов за один день. В последующие три дня боя взвод Образцова уничтожил ещё 100 нацистов, после чего, 25 сентября, Иван Образцов был убит.
23 октября 1943 года Образцову было присвоено звание Героя Советского Союза посмертно. Похоронен в долине Южки Киевской области.

## Память
В селе Бакуры, на родине Ивана Образцова, его именем названа улица, так же поставлен памятник. В Бакурской школе создан музей, в котором отведено место памяти Образцова, который был открыт благодаря его потомкам.